# The Simpsons: Hit & Run
„The Simpsons: Hit & Run“ (на български: Семейство Симпсън: Удряй и бягай) е екшън-приключенска видео игра от 2003 г., двадесет и втора от поредицата игри, базирани на американския анимационния сериал „Семейство Симпсън“. Продуктът е разработен от Radical Entertainment и издаден от Vivendi Universal Games. Реализиран е за PlayStation 2, Xbox, GameCube и Microsoft Windows. Сюжетът и диалога на играта са създадени от сценаристите на шоуто, а всички персонажи са озвучени от оригиналните актьори.
Видео играта проследява премеждията на семейство Симпсън в измисления им град Спрингфийлд, който е изправен пред най-голямата си заплаха. В градчето се случват необичайни явления, които тласкат Хоумър, Мардж, Лиса и Барт се заемат в разгадаването им. С помощта на някои от колоритни жители на Спрингфийлд, те откриват шокиращата тайна, че зад всички странни случаи седи огромен извънземен заговор. Геймплеят на играта често прибягва към аркадния автосимулатор.
Продуктът като цяло получава положителни оценки от критиците на електронни игри. Играта е похвалена, заради успешното пренасяне на телевизиония сериал върху територията на видео игрите, и особено за пародийните препратки към Grand Theft Auto III, като не се намеква нищо за стойността на геймплея. „The Simpsons: Hit & Run“ получава през 2004 г. наградата за „най-любима игра“ на „Nickelodeon Australian Kids' Choice Awards“. През юни 2007 г. е отчетено, че около три милиона копиа от играта са продадени.

## Геймплей
„Hit & Run“ има седем нива, всяко от което притежава мисии и подсюжети. Играчът може да контролира само един определен персонаж във всяко от нивата. Персонажите в играта са: Хоумър, Барт, Лиса, Мардж и Апу. Хоумър и Барт участват с по две нива. Играчът управлява своя герой от гледната точка на трето лице. Придвижването на персонажа става пеш и чрез превозно средство. Когато е на крака, героят може да ходи и подскача; разполага с три атаки: нормален ритник, ритник с подскок и размазващо движение (супер-удар). Супер-ударът има силата да победи врага от един път. Той се постига чрез комбинация от различни действия. Играчът има избор от няколко превозни средства, с които може да се движи по улиците и извънпътната настилка, имитирайки и иронизирайки играта „Grand Theft Auto III“. Изборът на превозни средства става в телефонни кабини. Мисиите са подобни на „Grand Theft Auto III“. В двете игри главният персонаж се състезава с други, колекционира определен брой продукти за дадено време и потрошава колата на свои конкуренти.
Видео продуктът представлява нелинейна игра, отделяща особено внимание на шофирането. Персонажът има възможност да извършва някои актове на насилие, като атака над гражданите, взривяване на превозното си средства и унищожаване на част от градския интериор. „The Simpsons: Hit & Run“ разполага с метър, засичащ степента на този род насилие, извършвано от героя. Метърът е разположен с десния ъгъл, обграждащ картата на града. Прекрачването на допустимите граници на насили (запълване на един пълен кръг), сигнализира полицията и тя се впуска да преследва извършителя с полицейски коли. При залавянето му се изписва „Hit & Run“.
Всяко ниво разполага с определени предмети, които персонажът на играча може да колекционира. След тези предмети са и монети, разпилени по земята и покривите на сградите. Монети се печелят и при разбиването на градски интериори, които носят марката „Buzz Cola“. Голямо количество от тях се крият по автоматите. Със събраните монети може да се закупят чисто нова кола и различни облекла за персонажа, както и да се плати неговата гаранция, когато е заловен от полицията (50 монети). При липса на съответната сума, героят претърпява наказание. Монетите служат и като точки за живот, въпреки че самият персонаж не може да умре. Само в два случая героят може да загине: първият, когато колата се взривява, но в такъв случай шофьорът изскача автоматично от автомобила преди да избухне; вторият – когато огромната оса му пусне електрошок, но самата атака лишава персонажа от пет монети, но не и от живота му. Ако героят не разполага и с един от тези парични предмети, осата може да го застреля, но нищо повече. Персонажът на играча може да колекционира и специални карти „Хапливко и Заядливко“. Ако събере всички 49 карти, по седем във всяко ниво, играчът отключва специалното видео: „The Itchy & Scratchy Show“.